# Заимов, Владимир
Владимир Стоянов Заимов (болг. Владимир Стоянов Заимов; 1888, Кюстендил — 1942, София) — болгарский военачальник, генерал от артиллерии (1944, посмертно; затем — генерал-полковник). Герой Советского Союза (30 мая 1972; посмертно). Осуждён и расстрелян за сотрудничество с советской разведкой.

## Биография

### Семья
- Отец — Стоян Заимов (1853—1932), болгарский революционер, участник антитурецкой освободительной борьбы, педагог.
- Мать — Клавдия Поликарповна, урождённая Корсак, русская дворянка. Происхождение генерала Заимова способствовало его симпатиям к России.
- Внук — Владимир Заимов (†1972) — болгарский математик[2]
- Внук — Мартин Заимов (родился в 1962) — экономист и политик правого толка, заместитель министра торговли (1997), заместитель управляющего и руководитель эмиссионного управления Болгарского народного банка (1997—2003). В 2007 баллотировался на пост кмета (мэра) Софии.

### Военная служба
Окончил Военное училище (1907), служил в артиллерии. Участвовал в 1-й Балканской и 2-й Балканской (Межсоюзнической) войнах, отличился в сражении при Калиманце, был ранен шрапнелью в голову. После излечения участвовал в Первой мировой войне, был ранен в ногу. Проходил службу в различных артиллерийских частях — в 4-м артиллерийском полку, 1-м гаубичном полку, 3-м артиллерийском ремонтном депо, вновь в 4-м артиллерийском полку. В 1923, после Сентябрьского восстания, подполковник Заимов предотвратил расстрел находившихся под его охраной в Сливене арестованных коммунистов (по другим данным, членов Болгарского земледельческого народного союза — БЗНС), отказавшись выдать их антикоммунистическим активистам правительственной политической организации «Демократический сговор». Был переведён на нестроевую службу, являлся начальником отдела в Военном арсенале, с 1925 — заведующим хозяйством Военной фабрики.
В 1927 был назначен командиром 3-го артиллерийского отделения, затем командиром 5-го артиллерийского полка, с 1929 — командир 4-го дивизионного артиллерийского полка. С 1932 — начальник артиллерийского отдела 3-й, с 1933 — 1-й военно-инспекционной области. В 1934 — начальник Географического института, с 1934 — командир 4-й пехотной дивизии, в 1935 — инспектор артиллерии.
Входил в состав офицерской организации тайный Военный союз, был одним из её лидеров, возглавлял в ней умеренное крыло.
Участвовал в перевороте 19 мая 1934 года.
В 1935 царь Борис III, желая привлечь Заимова на свою сторону, присвоил ему 6 мая 1935 звание генерала, однако тот не отказался от своих оппозиционных республиканских взглядов и уже 16 октября того же года был уволен в запас.
В ноябре 1935 был арестован по обвинению в причастности к антимонархическому заговору Дамяна Велчева, но был оправдан судом.

### Общественная деятельность
Во время пребывания в запасе занимался общественной деятельностью, был членом болгаро-югославского и болгаро-советского обществ, в 1938 баллотировался в Народное собрание от Народного фронта, но снял свою кандидатуру, чтобы не конкурировать в одном округе с кандидатом-коммунистом. По данным полиции,

в третьей фракции независимых членов Военного союза во главе с генералом запаса Владимиром Заимовым собрались исключительно сторонники тесного сотрудничества с Советской Россией на политической основе, невзирая на то, какие последствия могут быть от таких отношений для их страны, то есть эта фракция с наиболее левыми взглядами. Благодаря связям, которые генерал запаса Владимир Заимов поддерживает с нашими коммунистами и сотрудниками советского посольства, его называют Красный генерал.

### Работа на советскую разведку
С 1935 контактировал с советским военным атташе полковником В. Т. Сухоруковым, с которым завязал дружеские отношения. В июле 1938 познакомился с преемником отозванного в Москву (и арестованного там) Сухорукова полковником А. И. Бенедиктовым, в октябре того же года предложил ему сотрудничество. В январе 1939 это предложение было официально принято, причём Заимову был присвоен псевдоним «Азорский». Создал разведывательную группу, действовавшую на основе принадлежавшей Заимову картонажной фабрики «Славянин» и сотрудничавшую с организациями в Варне, а также в Румынии и Чехословакии.
По данным Главного разведывательного управления (ГРУ) Генерального штаба,

за время работы организации Заимова (1939—1942), от неё систематически поступала военная и военно-политическая информация по Болгарии, Германии, Турции, Греции и другим странам. После вступления немецких частей на территорию Болгарии Заимов предоставил информацию об их численности и вооружении. В июле 1941 Заимов передал информацию, получившую высокую оценку Центра, о политике болгарского правительства по отношению к СССР и другим странам. После нападения Германии на Советский Союз он давал сведения о продвижении и нумерации румынских и венгерских частей, отправляющихся на Восточный фронт… Заимов — крупный нелегальный разведчик, серьёзный, рассудительный и правдивый… Его работа высоко ценится советским командованием.

Среди информации, предоставленной Заимовым, были данные о немецкой военной технике, а также о тактических особенностях действий вермахта во время Балканской кампании 1941. Примером такой информации является следующее донесение в Москву: 

В Югославии немецкие танковые части наступали в шахматном порядке. Пехота шла за танками. С нею действовали сапёры, миномётчики и огнемётчики. Огнемёты били на дистанцию в десятки метров. В боях за Царево Село командир дивизии находился в одном из головных танков, штаб — в боевых порядках. Командир корпуса Штимме находился в танке во главе одной из дивизий. Взаимодействие организовано хорошо. Даже командиры мелких танковых подразделений имеют непрерывную связь с авиацией. Пехота идёт в бой налегке, имея при себе запас патронов и шанцевый инструмент. Ранец, шинель, палатки и прочий груз остаются в машинах, следующих за наступающими.

После того, как в Словакии была арестована вернувшаяся из Болгарии связная Стефания Шварц, последовал провал разведгруппы в Словакии, связанной с организацией Заимова, и немецкая контрразведка вышла на её след. 20 марта 1942 агент немецкой контрразведки под видом подпольщика пришёл на встречу с Заимовым, получив во время неё доказательства его работы на СССР.

## Арест и гибель

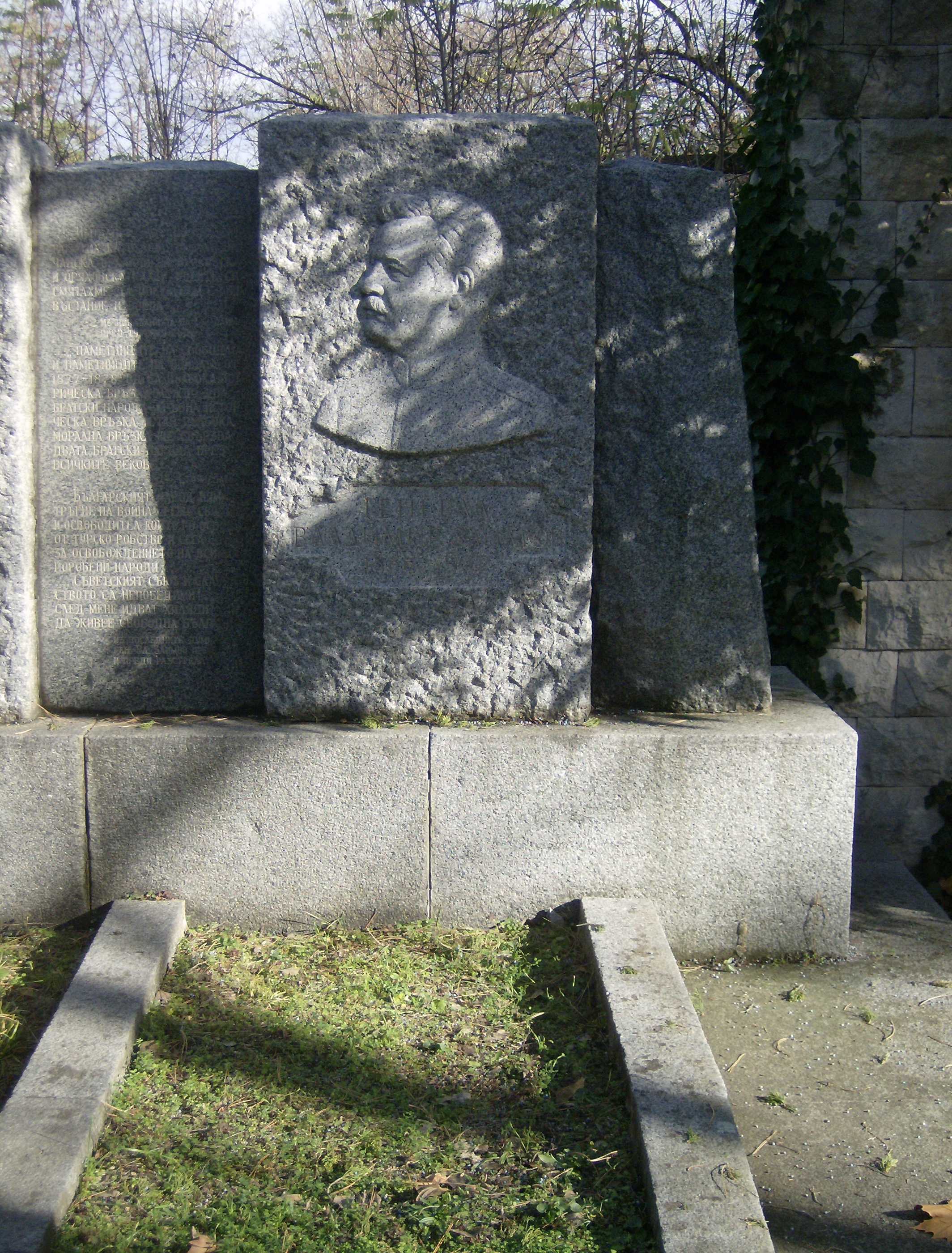
Могила Владимира Заимова в Плевене

23 марта 1942 года Заимов был арестован болгарскими властями. 27 мая он предстал перед военным трибуналом; во время процесса выгораживал двух проходивших по его делу сотрудников своей организации, которые в результате были оправданы.
1 июня 1942 года генерал Заимов был приговорён к смертной казни и вечером того же дня был расстрелян на стрельбище Софийской школы офицеров запаса.
В мае 1945 года приговор генералу был пересмотрен и отменён.

## Звания
- С 15 августа 1907 — подпоручик;
- с 4 сентября 1910 — поручик;
- с 1 ноября 1913 — капитан;
- с 1 января 1918 — майор;
- с 30 января 1923 — подполковник;
- с 26 марта 1928 — полковник;
- с 6 мая 1935 — генерал-майор;
- с 2 декабря 1944 — генерал-лейтенант (посмертно);
- с 5 декабря 1944 — генерал от артиллерии (посмертно).

## Награды
- Указом Президиума Верховного совета СССР от 30 мая 1972 года, за мужество и героизм, проявленные в борьбе с фашизмом в годы Второй мировой войны, Заимову посмертно было присвоено звание Героя Советского Союза.
- Орден «За храбрость» (награждён дважды — за участие в штурме Одринской крепости во время 1-й Балканской войны и за Первую мировую войну).
- Орден Ленина (СССР, 1972; посмертно).
- Орден Красного Знамени (СССР, 1966; посмертно).
- Орден «За военные заслуги» II степени
- Орден «Святой Александр» II степени

## Память
- в Народной Республике Болгарии Заимов стал национальным героем, он был реабилитирован и посмертно произведён в генералы от артиллерии (высшее воинское звание Болгарии в то время), а после преобразования системы воинских званий в Болгарии — был произведён в генерал-полковники. Останки Владимира Заимова были торжественно перевезены из Софии в Плевен и захоронены рядом с могилой его отца.
- В городе Плевен был открыт музей Стояна и Владимира Заимовых.
- в Болгарии именем Заимова были названы улицы и бульвары в городах Болгарии, а также 170-тонный штабной корабль проекта 589 «Генерал Владимир Заимов» болгарского военно-морского флота.
- В СССР именем Заимова был назван построенный в 1973 году сухогруз «Генерал Владимир Заимов» (в 1993 году потерпевший аварию и вскоре затонувший в Тихом океане).
- штабное судно «Генерал Владимир Заимов» военно-морского флота Болгарии
- В начале 1990-х годов бульвар и парк имени Владимира Заимова в Софии были переименованы, однако в 2007 депутат-социалист общинного совета Софии предложил вернуть парку имя Заимова.

## Отражение в культуре и искусстве
- Художественный фильм «Царь и генерал» (Болгария, 1965) — генерал Заимов (роль которого исполнил Пётр Слабаков) и царь Борис III являются главными героями киноленты.
- Расстрел генерала Заимова показан в 1 серии советской киноэпопеи «Солдаты свободы».